# Матюшкина, Екатерина Александровна
Екатерина Александровна Матюшкина (при рождении — Тимофеева; 25 апреля 1976, Ленинград) — российская детская писательница, художник, сценарист, автор серии сказочных детективов, автор стихотворений для детей, лектор. Член правления Союза детских и юношеских писателей. Член Союза писателей Санкт-Петербурга.

## Биография
Отец — Тимофеев Александр Георгиевич, окончил художественную академию имени И. Е. Репина. Живописец, член Союза художников России, академик МАИСУ, автор серии живописных портретов легендарных бардов России. Бард, поэт, почетный гость и/или член жюри множества фестивалей и семинаров. В том числе Соловецкого фестиваля авторской песни, Грушенского фестиваля,  и др.
Мать — Тетеровская Тамара Теодоровна, окончила художественную академию имени И. Е. Репина. Театральный график, живописец, автор серии рисунков «Сон друидов».
Дочь  — Анастасия Юрьевна Матюшкина, от второго брака, 2001 г. р. Дизайнер.
Екатерина автор детских бестселлеров «Кот да Винчи», «Влипсики» и др. Её книги переводятся и издаются как в странах СНГ, так и в Европе, Китае. А по произведениям Е. Матюшкиной поставлены многочисленные спектакли, радиопостановки, записаны аудиокниги, выпускаются игры, раскраски, календари, энциклопедии и тд. Екатерина проводит веселые театрализованные встречи с читателями, мастер классы по рисованию для детей и взрослых и семинары для иллюстраторов и детских писателей.
Вот что пишут о творчестве автора на сайте одного из крупнейших издательств в России — АСТ: «Сегодня Екатерина Матюшкина является одним и наиболее успешных и известных современных детских писателей. Её зачитываются до дыр и книги не залеживаются в магазинах и на полках в библиотеках. Многие школы рекомендуют книги Матюшкиной детям на летнее чтение. Творчество Екатерины обожают дети, и ему доверяют родители. Они наполнены искрометным юмором, понятным всем. Отличительная черта книг — это закрученный захватывающий сюжет, юмор, легкость восприятия плюс яркие иллюстрации, выполненные автором. Екатерина активно участвует в экологическом движении. Постоянный член жюри на кинофестивале „Зеленый взгляд“, сотрудничает с Экологической телестудией „Жираф“, принимает участие в социальных программах.»
Екатерину часто можно встретить на книжных ярмарках, литературных форумах и выступлениях в библиотеках по стране.
Также Екатерина читает лекции по писательскому мастерству на курсах «Мастер текста», пишет статьи по литературе и ведет активную жизнь в социальных сетях.
В 2022 году общий тираж книг Е. Матюшкиной превысил 4 миллиона экземпляров
В 1990 году Екатерина выиграла конкурс юных писателей и читала свои рассказы на петербургском телевидении, в программе «Вызов». В 16 лет работала в театре «ТПА» (товарищество петербургских артистов) помощником режиссёра, декоратором, художником по куклам, режиссёром праздников
В 1997 году окончила Колледж культуры и искусств (Санкт-Петербург), отделение режиссуры
С 1996 года начала сотрудничать с театрами как художник по костюмам, ростовым куклам и декорациям. Писала стихи для детских спектаклей. Тогда же началось сотрудничество с МЭО (эстрадным объединением), для которого создала серию ростовых кукол
В 2006 году окончила Академию культуры (Санкт-Петербург), отделение медиадизайна
В 1997 году, в издательстве «Прогресс» вышли первые раскраски Е. Матюшкиной к сказкам «Чиполлино», «Красная Шапочка», «Теремок», «Колобок», «Маша и медведь».
В 1999—2002 годах работала как художник с издательствами Росмэн, Олма Пресс, Нева, Белфакс, Марка, Тролль, Медный всадник П2, Праздник, Оникс, Мурзилка, а также с такими авторами как Екатерина Оковитая и Елена Хрусталёва. Иллюстрировала более 70 книг, около 150 открыток.
В 2004 году вышла первая книга Е. Матюшкиной «Лапы вверх!». Известность приобрела её серия книг «Прикольный детектив». Книги о гениальном сыщике коте да Винчи популярны у детей 5—10 лет. Книги Матюшкиной — это одновременно и детективные истории, и весёлые сказки, и альбомы для рисования, и сборники игр. Многие свои книги Екатерина иллюстрирует сама.
Начиная с 2013 года Екатерина преподаёт на курсах литературного мастерства «Мастер текста», организованных издательством «Астрель-СПб».
В 2015 году вышла книга Екатерины Матюшкиной «Бенуарики» с дополненной реальностью, главными героями которой являются «бенуарики» — персонажи, придуманные Николаем Копейкиным. События книги связаны с реальным местом в Санкт-Петербурге, где находится бывшая ферма Бенуа.

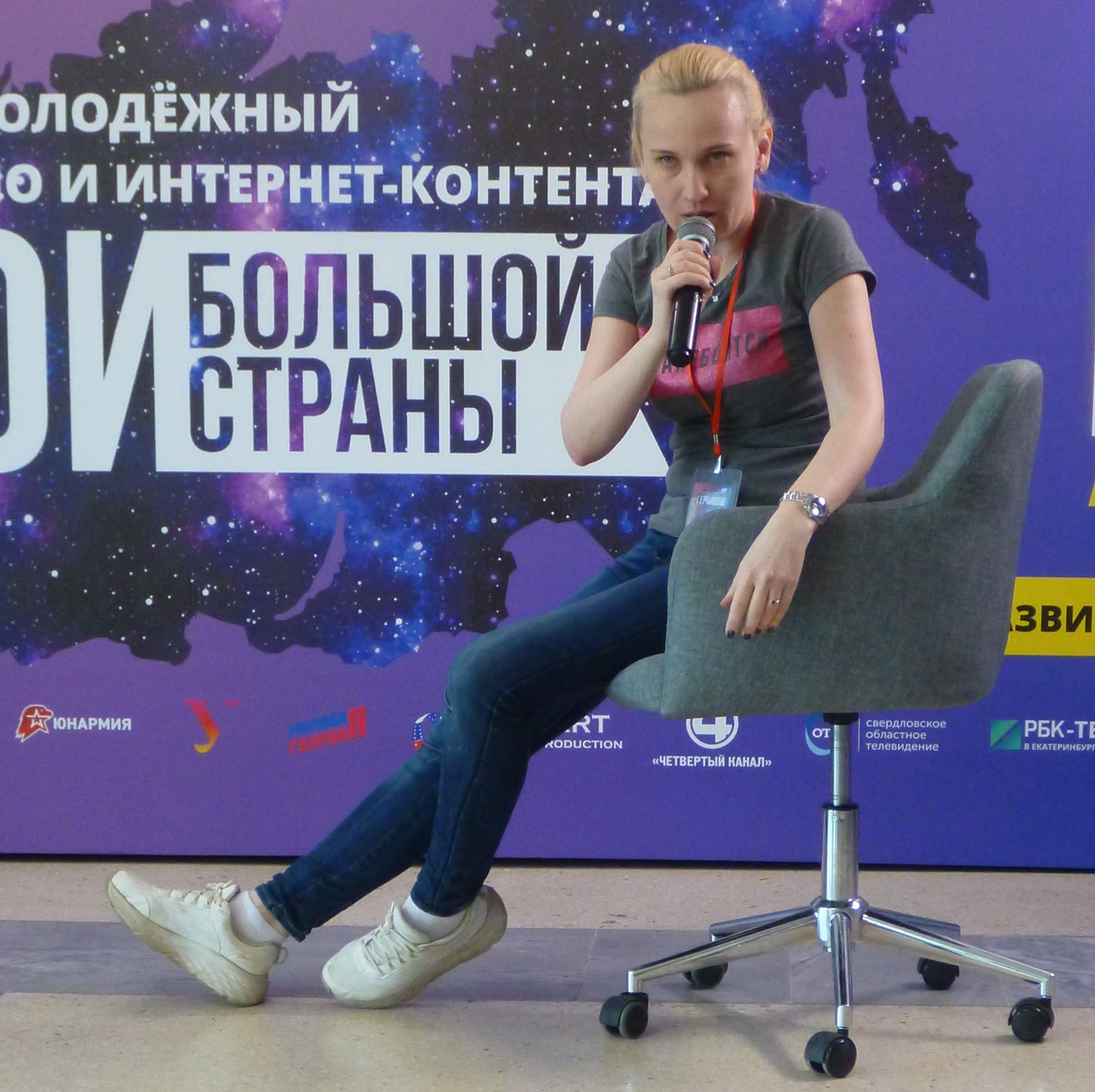
Екатерина Матюшкина в Екатеринбурге, 8 мая 2021 года

С 2016 года сотрудничает со Школой ледового шоу «Ледяная фабрика» Ирины Слуцкой, которая осуществила постановку на льду сказку «Трикси Фикси и призрак оперного театра» по одноимённой книге.
В 2021 году вместе с известными писателями Светланой Кривошлыковой, Екатериной Оковитой и Валентином Постниковым основали Союз детских и юношеских писателей.
На 2023 год СоюзДетЛит является организацией популяризирующей детское чтение, а также творчество современных российских детских авторов.
Союз детских и юношеских писателей является членом Российского книжного союза, Российского книжного союза,  членом некоммерческой организации  Ассоциация деятелей культуры, искусства и просвещения по приобщению детей к чтению, а также является членом некоммерческой отраслевой общественной организации «Союз предприятий печатной индустрии»  Союз предприятий печатной индустрии, (ГИПП).

### Серия «Кот да Винчи» (Прикольный детектив)
- 1. «Кот да Винчи. Улыбка анаконды» 2006 г.
- 2. «Кот да Винчи. Ограбление банки» 2007 г.
- 3. «Кот да Винчи. Пираты Кошмарского моря» 2008 г.
- 4. «Кот да Винчи. Нашествие лунатиков» 2014 г.
- 5. «Кот да Винчи. Оборотень разрушенного замка» 2017 г.
- 6. «Кот да Винчи. Похищение в день рождения» 2019 г.
- 7.«Кот да Винчи. Магическая ловушка» 2021 г.
- 8. «Кот да Винчи. Школа злодейств» 2024 г.
- 9. «Кот да Винчи и призрак кошки» 2024 г.

### Серия "Фу-Фу и Кис-Кис" (Прикольный детектив)
- 1. «Лапы вверх» 2004 г. В соавторстве с Екатериной Оковитой
- 2. «Ага, попался!» 2005 г. В соавторстве с Екатериной Оковитой
- 3. «Носки врозь!» 2006 г. В соавторстве с Екатериной Оковитой
- 4. «Лапы прочь от ёлочки!» 2012 г. В соавторстве с Екатериной Оковитой (также книга выходила под названием «Свирепый детектив»)
- 5. «Ы-ы-ы, смешно!» 2014 г. В соавторстве с Екатериной Оковитой
- 6. «У-у-у, страшно!» 2016 г. В соавторстве с Екатериной Оковитой
- 7. «С Земли на Ялмез и обратно» 2017 г. В соавторстве с Екатериной Оковитой
- 8. «Звероновый год». 2018 г. В соавторстве с Екатериной Оковитой
- 9. «Привет от привидения!». 2020 г. В соавторстве с Екатериной Оковитой
- 10. «Укуси вампира» 2021 г. В соавторстве с Екатериной Оковитой.
- 11. Серия  "Фу-Фу и Кис-Кис". «Фея-Колтунья и волшебный портал. Книга Кролика про Кролика» 2018 г. В соавт. с Е. Оковитой
- 12. Серия "Фу-Фу и Кис-Кис". «Переполох во времени. Книга Кролика про Кролика» 2020 г. В соавторстве с Екатериной Оковитой
- 13. Серия "Фу-Фу и Кис-Кис". «Вперёд в прошлое. Книга кролика про Кролика» 2024г. В соавторстве с Екатериной Оковитой
- 14 Серия "Фу-Фу и Кис-Кис". Книга игр и расследований. Загадочные расследования в Скверном лесу» 2021 г. В соавт. с Е. Оковитой

### Серия «Книга игр и расследований» (отдельные проекты)
- «Фу-Фу и Кис-Кис. Книга игр и расследований. Загадочные рукописи» 2021 г. В соавторстве с Екатериной Оковитой
- «Фу-Фу и Кис-Кис. Книга игр и расследований. Странная эпидемия» 2021 г. В соавторстве с Екатериной Оковитой
- «Фу-Фу и Кис-Кис. Книга игр и расследований. Лысая гора» 2022 г. В соавторстве с Екатериной Оковитой

### Серия «Прикольный детектив» (отдельные проекты)
- «Веники еловые, или Приключения Вани в лаптях и сарафане» 2008 г.
- «Аквадар» 2011 г.
- «Роболты» 2018 г. В соавторстве с Сашей Сильвер

### Серия «Влипсики» («Прикольный детектив»)
- 1. «Ага, влипли! Или Влипсики и древесный призрак» 2006 г.
- 2. «Влипсики: Восстание корней» 2010 г.

### Серия «Трикси-Фикси — звёздные куколки»
- 1. «Трикси-Фикси. Волшебница Злюня и её пакости» 2012 г.
- 2. «Трикси-Фикси. Звёздные куколки и дракон» 2012 г.
- 3. «Трикси-Фикси и волшебный бал» 2014 г.
- 4. «Трикси-Фикси и призрак кукольного театра» 2014 г.
- 5. «Трикси-Фикси и заколдованный портрет» 2018 г.

### Серия «Снумрики» («Прикольный детектив»)
- 1. «Снумрики: Волшебная пуговица» 2015 г.
- 2. «Снумрики: Другая сторона пуговицы» 2016 г.

### Серия «Бенуарики» («Прикольный детектив»)
- 1. «Бенуарики: Секреты волшебной страны» 2015 г.
- 2. «Бенуарики: Заколдованный ключ» 2017 г.

### Фантастика
- «Трое в машине времени, не считая пушистого Атома» 2020 г. Серия: 75 лет атомной промышленности.

### Волшебная сказка
- «Кнопа. Приключения волшебного котёнка» 2021 г.

### Сказки
- 1. «Мой милый Медвежик» (книга 1) 2018 г.
- 2. «Мой милый Медвежик. Хорошо там, где ты есть» (книга 2) 2020 г.
- Сказка «Самый маленький динозаврик». Вышла в одноимённом сборнике " «Самый маленький динозаврик» 2022 г.

### Рассказы
- Рассказ «Звероновый год». (сокращённая версия) 2017 г. Сборник «Новогодние сказки». В соавторстве с Екатериной Оковитой.
- Рассказ «Цвет счастья». Издания: 1 «Про котят, котов и кошек». Сборник рассказов. Издательство «Малыш», 2020 г. 2 «Удивительные истории о котах». Сборник сказок. Издательство АСТ, 2019 г.

### Анкета для сыщиков (книга-игра по мотивам серии «Лапы вверх!»)
- «Анкета сыщиков» 2011 г. В соавторстве с Екатериной Оковитой

### Аудиокниги
- «Кот да Винчи. Улыбка Анаконды»
- «Кот да Винчи. Ограбление банки»
- «Веники еловые, или Приключения Вани в лаптях и сарафане»
- «Лапы вверх!»
- «Ага, попался!»
- «Носки врозь!»
- «Роболты» 2018 г.
- «Мой милый Медвежик»
- «Мой милый Медвежик. Хорошо там, где ты есть»
- «Фея-Колтунья и волшебный портал. Книга Кролика про Кролика». 2018 г.

### Радиоспектакли
- «Кот да Винчи. Пираты Кошмарского моря»
- «Ага, влипли! Или Влипсики и древесный призрак»
- «Лапы прочь от ёлочки!»

### Сценарии
- «Няжки», сценарий 8 мультипликационных фильма Лендокфильм 2012-2014 г. Сценарист.
- «Веники еловые» 2 короткометражных мультфильма Лендокфильм 2015-2016 г. Сценарист, художник по персонажам.
- «Плюшастики». Серия «Моемся вместе», ООО «Творческая киностудия» и ООО «Анимационная студия "Горыныч"» 2019 г. Продюсер и режиссёр Александра Селиверстова, сценаристы Катя Матюшкина, Александра Селиверстова, генеральный продюсер Игорь Каленов, художественный руководитель Катя Матюшкина.

### Мультфильмы по произведениям
- «Волшебный котенок Кнопа», Мультипликационный сериал созданный по одноименному произведению Е. Матюшкиной. Автор идеи, сценарист. Студия Паравоз 2024-2025 г. Съемки в процессе.
- «Веники еловые», Мультипликационный сериал создан по одноименному произведению Е. Матюшкиной. Автор идеи, сценарист. Студия Лендокфильм 2015-2018 г. Плнируется продолжение сериала.
- «Няжки», Мультипликационный сериал. Лендокфильм 2012-2014 г. Автор идеи, сценарист.
- «Плюшастики». Серия «Моемся вместе», ООО «Творческая киностудия» и ООО «Анимационная студия "Горыныч"» 2019 г.
- «ВасяАтомныйдвиж», Мультипликационный сериал созданный по книге Трое в Машине времени не считая пушистого атома Е. Матюшкиной. 10 серий. «Росатом» 2020 г.

### Спектакли
- «Веники еловые или приключения Вани в лаптях и сарафане» — театр «Балагуры», г. Изборск.
- «Ваня в сарафане» — театр Луны, г. Москва.
- «Зимняя сказка» — театр Луны, Израиль.
- «Приключения Вани в лаптях и сарафане» — театр-студия детского мюзикла «Северная Пальмира», г. Санкт-Петербург.
- «Приключения в сказочном лесу» по мотивам книги Кати Матюшкиной «Веники еловые...» 23 марта 2018 (г. Сарапул), театр Филиал-Библиотека-Нагорная Мбук-Цбс
- Спектакль «Веники еловые»[6], группы «Наш мир театр». Театрально- концертного центра «Щёлковский театр». 27 мая 2019 года
- «Трикси-Фикси и призрак кукольного театра». «Ледяная фабрика» Ирины Слуцкой, г. Светлогорск, «Янтарь-холл». 2019 г.
- «Влипсики» — Новороссийский Муниципальный Драматический Театр г. Новороссийск. 2022 г.